# فیزیکی (ترانه)
«فیزیکی» (به انگلیسی: Physical) ترانه‌ای از خواننده انگلیسی دوآ لیپا از دومین آلبوم استودیویی‌اش، نوستالژی آینده (۲۰۲۰) است. لیپا آهنگ را با جیسون اویگان، کلارنس کافی جونیور و سارا هادسون با الهام از موسیقی دهه ۸۰ و فیلم فلش‌دنس در ۱۹۸۳ نوشت. این ترانه توسط اویگان و کوز تولید شده‌است و از یک نمونه سینث فلوت فارسی الهام گرفته شده‌است. اشعار این ترانه هیجان اولیه عاشق شدن را توصیف می‌کند.
«فیزیکی» با انتشار وارنر رکوردز به عنوان دومین تک‌آهنگ آلبوم در ۳۰ ژانویه ۲۰۲۰، مورد تحسین منتقدان قرار گرفت. منتقدین انرژی بالایی از آهنگ و آوازهای لیپا را به عنوان تفسیر بی نظیر دوران دهه ۱۹۸۰ می‌دیدند. این آهنگ در جدول انگلستان به رتبه سه رسید و این باعث شد که این هشتمین آهنگ برتر لیپا در لیست ۱۰ بریتانیا باشد. این همچنین نهمین حضور او در ۱۰۰ آهنگ داغ بیلبورد ایالات متحده بود که بدون انتشار رادیو در شماره ۶۰ آغاز به کار کرد. در بلغارستان، کرواسی، اسرائیل، لبنان و لهستان به شماره یک رسید و در شانزده کشور دیگر در صدر ده آهنگ برتر قرار گرفت.